# 加德納氏似天竺魚
加德納氏擬天竺魚（學名：Apogonichthyoides gardineri），又稱加德納氏似天竺鯛，為輻鰭魚綱鈎頭魚目天竺鯛科擬天竺魚屬下的一個種，分布於西印度洋模里西斯、塞席爾群島、英屬印度洋領地海域，本魚體延長，長橢圓形，體稍側扁，頭大、眼大，口大且斜裂，頜齒細小，鋤骨和腭骨通常具齒，舌上無齒，前鰓蓋骨脊平滑，體被弱櫛鱗，背鰭2個，身身體具有2個深色斑塊，一個在第一背鰭下方、一個在尾柄處，背鰭硬棘8枚、背鰭軟條9枚、臀鰭硬棘2枚、臀鰭軟條8枚，體長可達4.4公分，棲息在礁石區，屬肉食性，以小型無脊椎動物為食，夜行性，繁殖期時，雄魚具有口孵習性，卵約7日化成仔魚，由雄魚吐出，具短暫的仔魚飄浮期，生活習性不明。